# Прилесье (Ярославская область)
Приле́сье — деревня в Гаврилов-Ямском районе Ярославской области России. Входит в состав Великосельского сельского поселения.

## География
Находится к северу от города Гаврилов-Ям и к западу от реки Которосль.
Ближайшие населённые пункты: Седельница, Вострицево, Шалава.

## История
В 1965 г. Указом Президиума ВС РСФСР деревня Старое Чертаково переименована в Прилесье.

## Население
| 2007 | 2010 |
| ---- | ---- |
| 1    | →1   |